# ウィー・アー・ナンバー・ワン
ウィー・アー・ナンバー・ワン (We Are Number One) は、マーニー・スヴァヴァルソンが作曲した、英語のアイスランドの子供向けテレビ番組『レイジータウン』の曲。リリース後、この曲はオンラインで大きな人気を博し、インターネット・ミームやコミカルなリミックス、そして、胆管がんと診断されて2018年8月21日に亡くなったリードシンガーのステファン・カール・ステファンソン (1975年〜2018年) に対して生前行われた支援活動を通じて知られるようになった。